# Espectroscopia electrónica Auger

Dos vistas del proceso Auger. (a) ilustra secuencialmente los pasos implicados en la desexcitación Auger. Un electrón incidente (o fotones) crea un agujero central en el nivel 1s. Un electrón desde el nivel 2s rellena el agujero 1s y la energía de transición se imparte a un electrón 2p que se emite. El estado atómico final así tiene dos orificios, uno en el orbital 2s y el otro en el orbital 2p. (b) ilustra el mismo proceso utilizando la notación espectroscópica,.

La espectroscopia electrónica Auger es una técnica analítica usada en la ciencia de superficies y en la ciencia de materiales. Se basa en el proceso emisión Auger por medio del bombardeo de una muestra con rayos X o electrones energéticos en el rango de 2-50 keV.

## Proceso
En esta espectroscopia se mide la intensidad o número de cuentas como función de la energía cinética de los electrones emitidos de la superficie de la muestra, algunos de los cuales son los característicos electrones Auger. Típicamente los electrones Auger son emitidos a energías menores a 1000 eV, y en este rango de energías los electrones solo pueden provenir de las primeras capas superficiales; Por lo tanto la técnica Auger es altamente sensible a la composición química de la superficie. Por lo anterior, la espectroscopia Auger es considerada como una espectroscopia superficial, al igual que XPS.
El proceso Auger ocurre con mayor probabilidad en elementos ligeros, comparativamente a los elementos pesados. Como consecuencia, la espectroscopia Auger tiene mayor sensibilidad a los elementos menos pesados. En la práctica es posible detectar desde litio, Z=3 hasta uranio, Z=92, aunque con técnicas especiales también es posible detectar elementos de mayor número atómico. El espectro consistente en una serie de picos puede ser usado para determinar o identificar los átomos presentes en la muestra y su ambiente químico.
Inicialmente la espectroscopia Auger era usada exclusivamente con fines de investigación, especialmente en gases. Es en las décadas de los 60 ‘s y 70 ‘s, con el advenimiento de instrumentos que alcanzaban rangos de ultra alto vacío que la técnica tiene un despegue en cuanto al número de usuarios dado que hizo posible el análisis de sólidos. En la época actual, con el desarrollo de instrumentos compactos y bombas turbomoleculares la técnica ha llegado a la industria, siendo posible encontrar espectroscopios Auger en líneas de control de calidad de la industria electrónica y de semiconductores. Esta espectroscopia ha sido sin duda una de las herramientas que dio origen a lo que hoy se conoce como nanotecnología.
En caso de usarse como fuente de excitación de electrones rastreados sobre la superficie se le denomina espectroscopia SAM, siglas en inglés de Scanning Auger Microscopy. Además, una técnica de vaciado de las capas atómicas externas es usada normalmente junto con la espectroscopia Auger. El proceso se basa en el bombardeo por iones de un átomo inerte, usualmente Argón que tiene la capacidad de quitar las últimas capas atómicas. Por este medio es posible hacer el estudio de la composición de los materiales como función de la profundidad.

## Ejemplo de la espectrocopia Auger

'Figura 2. AES experimental setup usando un analizador de espejo cilíndrico (CMA). Un haz de electrones se enfoca sobre un espécimen y los electrones emitidos son desviados alrededor del cañón de electrones y pasan a través de una abertura hacia la parte posterior del CMA. Estos electrones son dirigidos a un multiplicador de electrones para el análisis. Variando la tensión en el suministro de barrido permite un modo derivado de trazado de los datos Auger. Un cañón de iones opcional se puede integrar para experimentos de perfiles de profundidad.

El ejemplo de las figuras muestra espectros Auger donde el ambiente químico modifica la respuesta espectral de la transición KLL del nitrógeno. El primero corresponde a nitrógeno en nitruro de cobre mientras la segunda corresponde a nitrógeno en nitruro de itrio. El triplete en la transición del nitrógeno en la primera es debido a la presencia de estados antienlazantes en el ambiente local del nitrógeno que es rodeado por seis átomos de cobre. En la segunda los estados antienlazantes están vacíos, por lo tanto esos estados no se muestran en el espectro.
Existen comités que buscan estandarizar la espectroscopia Auger. Uno es el comité E42 de la ASTM (American Society for Testing Materials International); El otro es el comité técnico TC-201 de la Organización Internacional para la Estandarización (ISO).